# Carl Gustaf Kröningssvärd
Carl Gustaf Kröningssvärd, född 19 januari 1786 på Stävre i Västerfärnebo socken i Västmanland, död 6 september 1859 i Stockholm, var en svensk jurist, historisk samlare och skriftställare.

## Biografi
Kröningsvärd var son till majoren Abraham Zacharias Kröningssvärd och hans hustru Elsa Magdalena Polhammar. År 1804 blev han auskultant i Svea hovrätt och 1805 extra ordinarie kanslist i Justitieexpeditionen. Kröningssvärd avlade 1806 juridisk examen vid Uppsala universitet och utnämndes 1813 till länsnotarie i Kopparbergs län, erhöll samma år häradshövdingetitel och förordnades 1826 till bergsfiskal vid Stora Kopparberget. Han hade stort intresse för Sveriges och särskilt sin hembygds historia och var en outtröttlig samlare av allt relaterat material.

## Författarskap
Av hans många tryckta skrifter - Handlingar om trolldomsväsendet i Dalarne 1668-1673 (1821; ny utökad upplaga Blåkullefärderna, eller handlingar et cetera 1845-49) med flera - intas första rummet av hans Diplomatarium dalekarlicum. Urkunder rörande landskapet Dalarne (tre delar, del 1 tillsammans med Johan Wilhelm Lidén, 1842-53, med supplement); på sin tid ett pionjärarbete och en viktig källa om av Dalarnas medeltida förhållanden. Av Kröningssvärds många outgivna skrifter kan särskilt nämnas Diplomatarium vestmannicum (tre delar), innehållande en samling urkunder från medeltiden rörande Västmanland. Detta arbete liksom flera av hans handskrifter förvaras i Uppsala universitetsbibliotek. Hans avskrifter av urkunderna brister dock i noggrannhet på grund av Kröningssvärds bristande filiologisk och historievetenskaplig kompetens och att han i stor utsträckning använt sig av senare avskrifter istället för de medeltida originalen, varför de inte kan läggas till grund för behandlingen av dessa båda landskaps äldre språk, namn- och ortnamnsforskning. I hans rent historiska skrifter förekommer väl vågade hypoteser och misstag, beroende på brist på tillräckliga förstudier och kritisk blick. Det samma gäller hans i stora delar oanvändabara genealogiska tabeller som ingår som bilaga till supplementet i Diplomatarium dalekarlicum, som vållat stor skada för släktforskningen genom den förvirring som de bidragit till i efterkommande litteratur på grund av att de innehåller ett stort antal fantasifulla släktskapskombinationer och på felaktiga grunder konstruerade släktskap. Betydande delar av hans bibliotek donerades till Västmanlands-Dala nation i Uppsala. Däribland finns bland annat det enda originalet av protokollen från trolldomsprocesserna i Mora 1669. Han sålde delar av sin egen korrespondens till autografsamlare. Delar finns i dag i Eriksbergs samling i Riksarkivet.
Även på det skönlitterära och naturvetenskapliga området (Glaset och Lyran - en samling sångstycken, 1821, Afhandlingar rörande naturvetenskaperna, 1830-31, Flora dalekarlica, 1843, med flera) uppträdde Kröningssvärd inte utan framgång som författare.

## Bibliografi

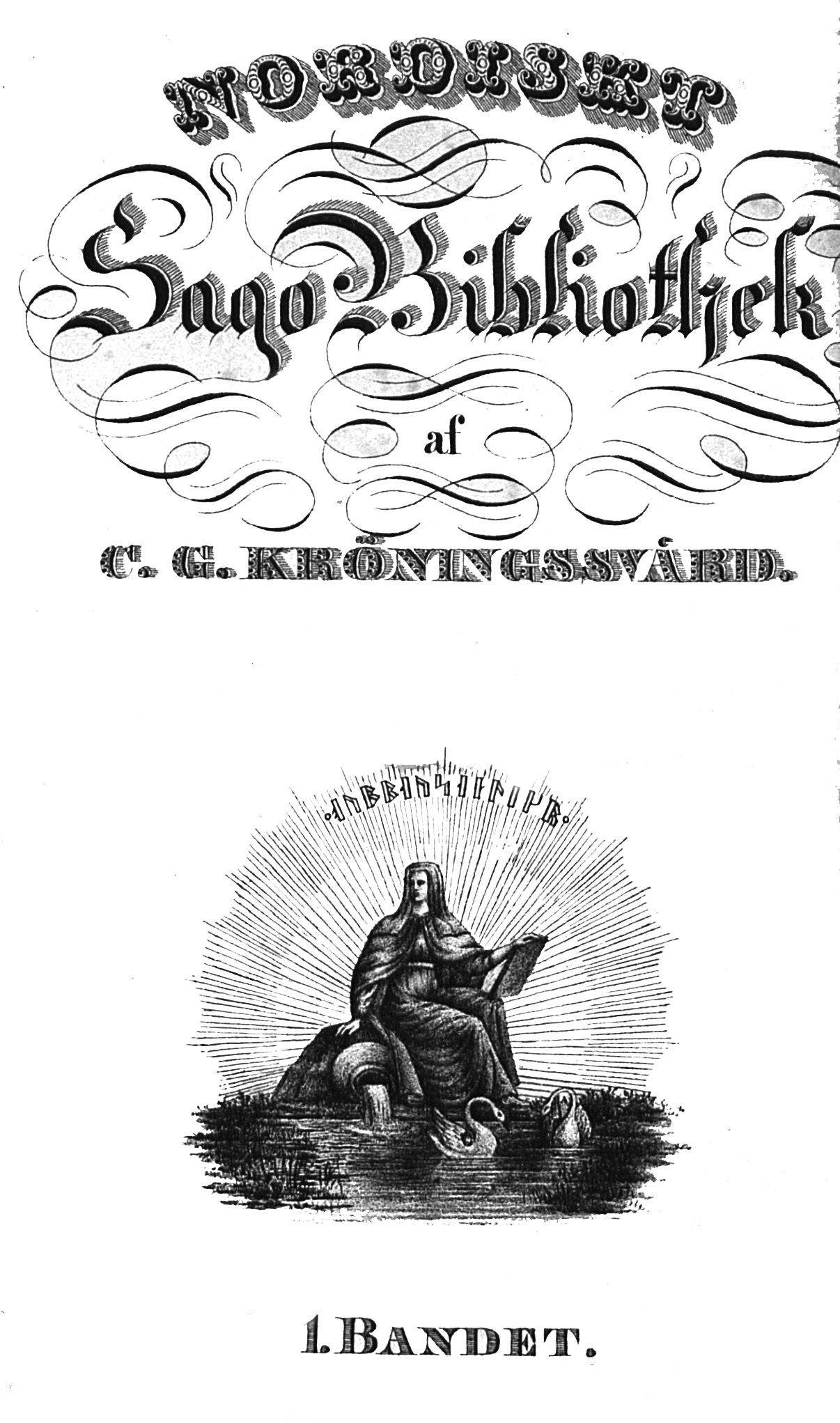
Titelbladet till Nordiskt sagobibliothek eller mythiska och romantiska forntidssagor.

### Utgivit
- Glaset och lyran. Falun. 1821. Libris 2002460 - Anonyma dikter av K. Wallin, Franzén med flera
- Handlingar om trulldoms-wäsendet i Dalarne åren 1668-1673 / samlade och utgifne af C.G. Kröningssvärd. Falun. 1821. Libris 8230925. http://urn.kb.se/resolve?urn=urn:nbn:se:umu:rara-295
  -  Blåkulle-färderna, eller handlingar om trolldoms-väsendet i Dalarne åren 1668-1673. 1-3 (Ny och tillökad uppl). Stockholm: Kröningssvärd. 1845-1849. Libris 2056032 - Faksimilupplaga 1972.
- Underdånigt betänkande af konungens befallningshafwande i Stora Kopparbergs län rörande den af riksens ständer i underdånighet gjorda anmälan om behofwet af en författning hwarefter wisza watten-werk skulle få af jordegare, emot lösen, undanrödjas. Fahlun. 1823. Libris 14582455
- De besegrade bolstada-skälen, eller Rättegångshandlingar i twisten emellan Marnäs byamän och Swärdsjö öfrige socknemän, å ena, samt Leksands och Bjusås socknars innewånare å andra sidan, angående rätter skilnad i skog och mark. Falun. 1825. Libris 2436935
- Sweriges rikes grundlagar, jemte serskildte deraf föranledde institutioner. Falun. 1827. Libris 2419252
- Afhandlingar rörande natur-wetenskaperne. 1-2. Fahlun: Roselli. 1830-1831. Libris 1516148
- Carl Johan med Guds nåde, Sweriges, Norriges, Göthes och Wendes konung ... angående de inom berörde län på statens bekostnad socknewis werkstälde och till en del ännu pågående allmänna storskiften ... Fahlun. 1831. Libris 9145194
- Nordiskt sagobibliothek eller mythiska och romantiska forntidssagor. 1:1-1:5. Fahlun: Carl Richard Roselli. 1834. Libris 2008411. https://runeberg.org/nordsaga/
- Diplomatarium Dalekarlicum : urkunder rörande landskapet Dalarne. Stockholm. 1842-1853. Libris 418460. https://runeberg.org/diplodalek/
  -  Del 1. 1842. Libris 418461. https://runeberg.org/diplodalek/1
  -  Del 2. 1844. Libris 418462. https://runeberg.org/diplodalek/2
  -  Del 3. 1846. Libris 418463. https://runeberg.org/diplodalek/3
  -  Alphabetiska register. 1846. Libris 418464
  -  Chronologiskt register på alla i Diplomatarium Dalecarlicum införda urkunder. 1853. Libris 418467. https://runeberg.org/diplodalek/chron
  -  Genealogiska tabeller. 1853. Libris 418466. https://runeberg.org/diplodalek/gen
  -  Suppl. 1853. Libris 418465. https://runeberg.org/diplodalek/suppl
- Samling af äldre författningar och handlingar rörande Dalarne. Fahlun. 1844-1846. Libris 1557837
- Völsungarne : forn-nordisk hjelte saga : julklapp tillegnad historiens unga vänner af C. G. K[röningsvärd]. Stockholm. 1845. Libris 3186072